# San Carlos (kommun), Mendoza
Departamento de San Carlos är en kommun i Argentina.   Den ligger i provinsen Mendoza, i den centrala delen av landet, 1 000 km väster om huvudstaden Buenos Aires. Antalet invånare är 28 341.
Omgivningarna runt Departamento de San Carlos är i huvudsak ett öppet busklandskap. Runt Departamento de San Carlos är det mycket glesbefolkat, med 2 invånare per kvadratkilometer.